# Gabriele Basilico
Gabriele Basilico est un photographe italien, né le 12 août 1944 à Milan, ville où il est mort le 13 février 2013 .

## Biographie
Gabriele Basilico a fait des études d'architecture à l'école polytechnique de Milan dont il sort diplômé en 1973. Dans le cadre de la mission photographique de la DATAR, il photographie les bords de mer en Normandie et en Bretagne en 1984 et 1985.

## Livres de photographie
- Dancing in Emilia, texte de Mario Bernardo Valli, Ivrée, Priuli e Verlucca, 1980.
- Milano ritratti di fabbriche, préface de Carlo Tognoli, textes de Marco Romano et Carlo Bertelli, Milan, SugarCo Edizioni, 1981, 104 p.
- Immagini del novecento : Milano architecture 1919-1939, textes de Vittorio Gregotti et Fulvio Irace, Milan,  Mazzota, 1985, 101 p.  (ISBN 88-202-0646-3).
- avec Gianni Berengo Gardin : La grande fiera, 1985, Milan, Fiera Milano, 1985, 111 p.
- (it), (fr) Italia & France : vedute / vues 1978-1985, préface de Carlo Bertelli, Milan, Jaca Book, 110 p.  (ISBN 88-16-64010-3).
- Trasimeno, percorsi & visioni, préface Giovanna Calvenzi, Perugia, Provincia di Perugia, 1987.
- Porti di mare, textes d'Aldo Rossi et Roberta Valtorta, Udine, Art&, 1990, 118 p.  (ISBN 88-85893-20-1).
- avec Cuchi White, Auguste Jouve et Marie-Thérèse Jouve : La Durance : paysages en regards. Album de photographies, Cavaillon, Colcabée (coll. « Les musées de Cavaillon », no  3, 118 p.  (ISBN 2-908954-03-6).
- Basilico Beyrouth. 42 photographies de Gabriele Basilico, Paris, La Chambre claire, 1994, 87 p.
- Attraversare Bergamo : un viaggio fotografico, préface de Vanni Zanella, Bergame, Bolis, 1998.
- Berlin, textes de Hans Ulrich Obrist, Stefano Boeri et Renate Siebenhaar, Arles, Actes Sud, 2002, 196 p.  (ISBN 2-7427-3720-0).
- (fr), (en) Bord de mer, texte de Bernard Latarjet, Cherbourg, Le Point du jour, 2003, 95 p.  (ISBN 2-912132-25-8).
- (en), (fr) Beyrouth, textes de Wajdi Mouawad, avec le fac-similé du carnet de notes de Basilico, tirage à 40 exemplaires numérotés dans un boîtier conçu par Robert Stadler, Genève, Éditions Take5, 2009.
- (it), (en) Non recensiti,  Milan, Humboldt books, 2021, 102 p.  (ISBN 978-88-99385-86-6)[3].

## Principales expositions

### Expositions individuelles
- 1978 : Ritratti di fabbriche au Pavillon des arts contemporains de Milan
- 1987 : Paysage et architecture aux Rencontres de la photographie d'Arles[4].
- 1993 : In treno verso l’Europa lors du Printemps de la photographie de Cahors
- 1996 : L’esperienza dei luoghi au Centre culturel de Belém de Lisbonne
- 2000 : Urban Views au Stedelijk Museum d'Amsterdam
- 2002 : Provincia antiqua aux Rencontres de la photographie, Arles
- 2003 : Atlante Italiano dans le cadre du MAXXI de Rome
- 2004 : Arti e Architettura 1900-2000 au Palais ducal de Gênes
- 2004 : Racconti di Paesaggio 1984-2004 au Musée de la photographie contemporaine de Milan
- 2005 : Rétrospective à l'atelier del Bosco de la villa Médicis de Rome
- 2006 : Gabriele Basilico fotografa gli ex magazzini Generali à la Fondation Domus de Vérone
- 2007 : 
  - Photographs 1980-2006, à la Maison européenne de la photographie de Paris
  - Monte Carlo, Nouveau musée national, Monaco[5].
- 2008 : 
  - Le meraviglie d’Italia, I 40 siti iscritti nella lista del Patrimonio Mondiale dell'UNESCO à la Bibliothèque nationale de Rome
  - Gabriele Basilico au San Francisco Museum of Modern Art
  - Rétrospective au Teatro Carignano de Turin
  - Rétrospective à la Fondation Merz de Turin
- 2012 : Gabriele Basilico au Pavillon Blanc de Colomiers
- 2013 : Obsession urbaine, Hôtel départemental des arts du Var, Toulon, dans le cadre de Photomed[6].
- 2015 : Beyrouth 1991 à l'abbaye de Jumièges
- 2023 : Retours à Beyrouth à Le Château d'eau - pôle photographique de Toulouse
- 2024, Rome,  exposition organisée à l'occasion du quatre-vingtième anniversaire de la naissance de Gabriele Basilico, offrant un aperçu inédit de sa recherche visuelle présentant sa vision de la Ville éternelle, Palazzo Altemps, Rome, du 12 décembre 2024 au 23 février 2025 [7]

### Expositions collectives
- 1985 : Mission photographique de la DATAR exposée au Palais de Tokyo de Paris
- 2007 : Pavillon de l'Italie à la 52e Biennale de Venise
- 2008 : Artistas y fotografos. Imagenes para una colecciòn au Musée Reina Sofía, Madrid.
- 2008 : United Artists of Italy au Musée d'art moderne, Saint-Étienne.
- 2008 : Italics au Palazzo Grassi de Venise.
- 2017 : Paysages français - Une aventure photographique (1984 - 2017), Bibliothèque nationale de France, Paris

exposition rassemblant près de mille images de 167 photographes, parmi lesquels Raymond Depardon, Josef Koudelka, Lewis Baltz, Elina Brotherus, Robert Doisneau, Thierry Girard, Harry Gruyaert, Sophie Ristelhueber, Bernard Plossu, Pierre de Fenoÿl.